# Sindaci di Aosta
Di seguito l'elenco cronologico dei sindaci di Aosta e delle altre figure apicali equivalenti che si sono succedute nel corso della storia.

## Contea di Savoia (fino al 1416)
| Periodo | Periodo | Primo cittadino | Partito | Carica                | Note |
| ------- | ------- | --- | ------- | --------------------- | ---- |
| 1333    |         | Léonard de Villa - Viorin Boverie - Gilles de Chevrères - Brunet du Fosse - Vuillerme Tropel                                                                           |         | Sindaci               | -    |
| 1351    |         | Henry d'Oscano e Jean Valcarier (Mauconseil) - Raymond Jéremie e Jean Bergerii (De bicheria) - Hugonet de Arlio e Jean Avilié (De Porta Sancti Ursi)                   |         | Sindaci dei quartieri | -    |
| 1353    |         | Pierre Rulliardy - Jean Pollet - Jean de Rovereto (De Bicheria) |         | Sindaci dei quartieri | -    |
| 1356    |         | Bertrand de Gotorosi e Antoine de Pallen (De Bicheria) - Hugonet De Arlio e Bernard Pociolaz (Mauconseil) - Pierre de Palatio e Pierre Gonteret (De Porta Sancti Ursi) |         | Sindaci dei quartieri | -    |
| 1360    |         | Hugonet De Arlio |         | Sindaco               | -    |
| 1401    |         | Jean Mayneti - Jean Malluquin |         | Sindaci               | -    |

## Ducato di Savoia/Regno di Sardegna (1416-1861)
| Periodo | Periodo | Primo cittadino                                                          | Partito | Carica  | Note |
| ------- | ------- | ------------------------------------------------------------------------ | ------- | ------- | ---- |
| 1428    |         | Urbain de Léaval                                                         |         | Sindaco | -    |
| 1436    |         | Claude Vaudan - Georges Taridan                                          |         | Sindaci | -    |
| 1439    |         | Hugonet de La Tour - Martin Pignet                                       |         | Sindaci | -    |
| 1443    |         | Scano De Pallen - Antoine Bérard                                         |         | Sindaci | -    |
| 1457    |         | François Rulliardy - Jean de Reymondis                                   |         | Sindaci | -    |
| 1460    |         | Boniface de La Tour - Jean Verchy                                        |         | Sindaci | -    |
| 1467    |         | Jean Tharida - Barthélemy Ducis                                          |         | Sindaci | -    |
| 1471    |         | Jean Meynet - Jean de Roveria                                            |         | Sindaci | -    |
| 1472    |         | Pierre Dubois - Pierre de Rovarey                                        |         | Sindaci | -    |
| 1481    |         | Guillaume Dubois - Jean de Horto                                         |         | Sindaci | -    |
| 1487    |         | Louis Saluard - Boson Laurensety                                         |         | Sindaci | -    |
| 1503    |         | Jean Alexonc - Jean Béatrice                                             |         | Sindaci | -    |
| 1505    | 1506    | Boniface de Tollen - Jean de Marcenasq                                   |         | Sindaci | -    |
| 1512    |         | Jean Pensa - Jacques Mugnery - Jean Ottin                                |         | Sindaci | -    |
| 1513    |         | Jean Chamin - Jacques Mugnéry                                            |         | Sindaci | -    |
| 1514    | 1515    | Claude Mistralis - Marcel du Prez                                        |         | Sindaci | -    |
| 1516    |         | Jacques Bernardi - Jean Cathérelly                                       |         | Sindaci | -    |
| 1528    |         | Nicolas-François Guichardy - Jean de Près                                |         | Sindaci | -    |
| 1529    |         | Jean Saluard - Jean Ottin                                                |         | Sindaci | -    |
| 1530    |         | François Jacquemody - Jean Gueuillardy                                   |         | Sindaci | -    |
| 1531    |         | Antoine de Bosses - Antoine de Pré                                       |         | Sindaci | -    |
| 1532    |         | Pierre Fabri - Antoine Bufantan                                          |         | Sindaci | -    |
| 1533    |         | François la Crête - Antoine Caterel                                      |         | Sindaci | -    |
| 1534    |         | Denys Arragonis - Jean de Canaly                                         |         | Sindaci | -    |
| 1535    |         | Jean Martinet - Jean Maguet                                              |         | Sindaci | -    |
| 1536    |         | Pantaléon Ottini - Pantaléon Berthody                                    |         | Sindaci | -    |
| 1537    |         | Jean-François Vaudan - Jean Bianquin                                     |         | Sindaci | -    |
| 1538    |         | Jean-Francois Beillety - Jean Galli                                      |         | Sindaci | -    |
| 1539    |         | Michel Saluard - Sulpice Milliéry                                        |         | Sindaci | -    |
| 1540    |         | Antoine Vaudan - Jean Passerin                                           |         | Sindaci | -    |
| 1541    |         | Barthélemy Lachériety - François Bianquin                                |         | Sindaci | -    |
| 1542    |         | Antoine De Bertharinis - Claude Bocheti                                  |         | Sindaci | -    |
| 1543    |         | Jean de Pensa - Humbert Catherel                                         |         | Sindaci | -    |
| 1544    |         | Jean de Rou - Antoine Vaudan                                             |         | Sindaci | -    |
| 1545    |         | Michel Guichardy - Pierre Puppon                                         |         | Sindaci | -    |
| 1546    |         | Barthélemy de Carreria - Pantaléon Camin                                 |         | Sindaci | -    |
| 1547    |         | Pantaléon Pepolin - Grat Berthui                                         |         | Sindaci | -    |
| 1549    |         | François Bornyon - François Gilliet                                      |         | Sindaci | -    |
| 1550    |         | René Lostan - Sulpice Gorra                                              |         | Sindaci | -    |
| 1551    |         | Nicolas Bandelli - Pantaléon Clauselina                                  |         | Sindaci | -    |
| 1552    |         | Jean Quey - Pierre Gerliery                                              |         | Sindaci | -    |
| 1553    |         | Pierre de Berthaz - Jean André                                           |         | Sindaci | -    |
| 1554    |         | Pantaléon Vaudan - Jean Saluard                                          |         | Sindaci | -    |
| 1555    |         | Jean Malliet - Grat Duc                                                  |         | Sindaci | -    |
| 1556    |         | Claude Excoffieri - Rou Goillard                                         |         | Sindaci | -    |
| 1557    | 1559    | Nicolas d'Avise - Claude Saluard                                         |         | Sindaci | -    |
| 1560    | 1561    | Bonaventure Vaudan - Pierre Foldon                                       |         | Sindaci | -    |
| 1562    |         | Jean Tillier - Martin Nigri                                              |         | Sindaci | -    |
| 1563    |         | André Fuaz - Étienne Sourelley                                           |         | Sindaci | -    |
| 1564    |         | Jean Cerise - Sulpice Martinet                                           |         | Sindaci | -    |
| 1565    |         | Pierre Roncassi - Nicolas Menet Saluard                                  |         | Sindaci | -    |
| 1566    |         | Jean-Martin Fuaz - Antoine Meynet                                        |         | Sindaci | -    |
| 1567    |         | Leonard des Bosses - Hyblet Foldon                                       |         | Sindaci | -    |
| 1568    |         | Pierre Saluard - Sébastien Sattenin                                      |         | Sindaci | -    |
| 1569    |         | Jean-Boniface Malliet - Barthélemy de Pré                                |         | Sindaci | -    |
| 1570    |         | François la Grive - Étienne Batiany                                      |         | Sindaci | -    |
| 1571    |         | Claude Quay - Guillaume Jacquenin                                        |         | Sindaci | -    |
| 1572    |         | Mathieu Pensa - Guillaume Jacquenin - Jean Savini                        |         | Sindaci | -    |
| 1573    |         | Bening La Chériety - Antoine Gal                                         |         | Sindaci | -    |
| 1574    |         | Antoine Bérard - Martin Bazelly                                          |         | Sindaci | -    |
| 1575    |         | François Poncet - Jean Pessin                                            |         | Sindaci | -    |
| 1576    |         | Sulpice Varineis - Jean de Pré                                           |         | Sindaci | -    |
| 1577    |         | Antoine-Philibert Regis - Ayme André                                     |         | Sindaci | -    |
| 1578    |         | Thibaud de Valette - Barthélemy Clavel                                   |         | Sindaci | -    |
| 1579    |         | Mathieu Defeyes - Jean Ravet                                             |         | Sindaci | -    |
| 1580    | 1581    | Marcel Sebrié - Vincent Ottiné                                           |         | Sindaci | -    |
| 1582    |         | Hilaire Pointiers - Louis Bianquin                                       |         | Sindaci | -    |
| 1583    |         | Bonaventure-Philibert Bournyon - Pierre Chanvillair                      |         | Sindaci | -    |
| 1584    |         | Grat Philippon - Eusèbe Munier                                           |         | Sindaci | -    |
| 1585    |         | Grat Philippon - Nicolas Peclet                                          |         | Sindaci | -    |
| 1586    |         | Pierre Saluard - Jean-Pantaléon Bussautan                                |         | Sindaci | -    |
| 1587    |         | Nicolas Tillier - Étienne Favre                                          |         | Sindaci | -    |
| 1588    |         | François Aymonety - Léger Milliéry                                       |         | Sindaci | -    |
| 1589    |         | Grat Bertharin - Louis Avoiat                                            |         | Sindaci | -    |
| 1590    |         | Étienne Pépelin - Jean Milliet - Pantaléon Malliet                       |         | Sindaci | -    |
| 1591    |         | Jean-Antoine la Crête - Vincent Jeantet - Antoine Foldon                 |         | Sindaci | -    |
| 1592    |         | Philippe Cerise - Jean-Barthélemy Saluard                                |         | Sindaci | -    |
| 1593    |         | Claude Dunoyer - Pantaléon Cantamot                                      |         | Sindaci | -    |
| 1594    |         | Antoine Bérardy - Jean Malliet                                           |         | Sindaci | -    |
| 1595    |         | Marc Carlin - Claude Poignendy                                           |         | Sindaci | -    |
| 1596    |         | Pantaléon la Chériète - Jean-Antoine Gorra                               |         | Sindaci | -    |
| 1597    | 1598    | François Carabel - Jean Grimod                                           |         | Sindaci | -    |
| 1599    |         | Jean-Jacques Malliet - Nicolas Saluard                                   |         | Sindaci | -    |
| 1600    |         | Rolland Giavin - Antoine Gilliet                                         |         | Sindaci | -    |
| 1601    |         | Jacques Bérard - Michel De Vevey                                         |         | Sindaci | -    |
| 1602    |         | Pantaléon Buthod - Barthélemy Pasteur                                    |         | Sindaci | -    |
| 1603    |         | Philibert Saluard - Jean-Guillaume Martinet                              |         | Sindaci | -    |
| 1604    |         | Philibert Saluard - Pierre Chanvillair                                   |         | Sindaci | -    |
| 1605    |         | Jean-François Cuchat - François Cornillon La Valleta                     |         | Sindaci | -    |
| 1606    |         | André Marcoz - Pierre Marcoz                                             |         | Sindaci | -    |
| 1607    |         | Jean Remondé - Jean-Barthélemy Martinet                                  |         | Sindaci | -    |
| 1608    |         | Jean-Pierre Jeantet - Barthélemy Pomat                                   |         | Sindaci | -    |
| 1609    |         | Vincent la Chériette - François Chanvillair                              |         | Sindaci | -    |
| 1610    |         | Vincent la Chériette - Jules-Phèbe Gilliet                               |         | Sindaci | -    |
| 1611    |         | Barthélemy Vignettaz - Michel de Collin                                  |         | Sindaci | -    |
| 1612    | 1613    | André Savin - Sulpice Derriard                                           |         | Sindaci | -    |
| 1614    |         | Jean-François Tillier - Jean-Jacques Passerin                            |         | Sindaci | -    |
| 1615    |         | Claude Gaberand - Étienne Dossan                                         |         | Sindaci | -    |
| 1616    |         | Jean-François Decré - Étienne Dossan                                     |         | Sindaci | -    |
| 1617    |         | Philibert Giavin - Laurent Favale                                        |         | Sindaci | -    |
| 1618    |         | Georges de Grandes - Jean-François Lostan - Jean-Antoine Gal             |         | Sindaci | -    |
| 1619    | 1620    | Jean-François Lostan - Jean-Antoine Gal                                  |         | Sindaci | -    |
| 1621    | 1623    | Nicolas Besenval - Guillaume Mochety                                     |         | Sindaci | -    |
| 1624    |         | Pierre Savin - André Bianquin                                            |         | Sindaci | -    |
| 1625    | 1627    | Jean-Balthasard Pascal - François Poignendy                              |         | Sindaci | -    |
| 1628    |         | Jean-Nicolas Désaymonet - Gennin Lantamot                                |         | Sindaci | -    |
| 1629    |         | Jean Milliet - Étienne-Philibert Dunoyer                                 |         | Sindaci | -    |
| 1630    |         | Jean Milliet - Pierre Blanc - Nicolas Bovety - Étienne-Philibert Dunoyer |         | Sindaci | -    |
| 1631    |         | Nicolas Bovety - Étienne-Philibert Dunoyer                               |         | Sindaci | -    |
| 1632    |         | Jean-Antoine Jeantet - Jean-Jacques De Pléoz                             |         | Sindaci | -    |
| 1633    | 1634    | Hugonet Derivoz - Jean-Jacques De Pléoz                                  |         | Sindaci | -    |
| 1635    |         | Pierre Cossard - Jacquemet Fleur                                         |         | Sindaci | -    |
| 1636    |         | Pantaléon Buthier - Antoine du Vevey                                     |         | Sindaci | -    |
| 1637    |         | Louis Pomat - Antoine Charvoz                                            |         | Sindaci | -    |
| 1638    |         | Laurent Vuillet - Antoine Gal                                            |         | Sindaci | -    |
| 1639    |         | Jean-Vincent la Chériette - Jean-François Passerin                       |         | Sindaci | -    |
| 1640    | 1641    | Philibert Aymonier - Antoine Martini                                     |         | Sindaci | -    |
| 1642    |         | Jean-Baptiste Bertoz - Antoine Martini                                   |         | Sindaci | -    |
| 1643    |         | Mathieu Decré - Jean-Claude Mochety                                      |         | Sindaci | -    |
| 1644    | 1645    | Mathieu Decré - Claude-François Bettety                                  |         | Sindaci | -    |
| 1646    |         | Barthélemy Gogioz - Grat-Philippe Gaberand                               |         | Sindaci | -    |
| 1647    |         | Grat-Philippe Gaberand - Jean Bétemps                                    |         | Sindaci | -    |
| 1648    |         | Jean Passerin - Jean Parise - Nicolas-Gaspard Peclet                     |         | Sindaci | -    |
| 1649    |         | Jean Parise - Antoine des Chenaux                                        |         | Sindaci | -    |
| 1650    |         | Vuillen Tissioret - Claude Martini                                       |         | Sindaci | -    |
| 1651    |         | Marc-Antoine Decré - Michel Martinet                                     |         | Sindaci | -    |
| 1652    |         | Sulpice Derriard - Jean-Pierre Pontey                                    |         | Sindaci | -    |
| 1653    |         | Jean-Antoine Ducloz - Jean-Pierre Pontey                                 |         | Sindaci | -    |
| 1654    |         | Jean-Antoine Ducloz - Claude Pomat                                       |         | Sindaci | -    |
| 1655    |         | Érasme Passan - Martin Vuillen                                           |         | Sindaci | -    |
| 1656    |         | Claude Mollier - Martin Vuillen                                          |         | Sindaci | -    |
| 1657    |         | Claude Mollier - Jean-Claude Peclet                                      |         | Sindaci | -    |
| 1658    | 1660    | Jean-Boniface Festaz - Jean Camos                                        |         | Sindaci | -    |
| 1661    | 1662    | Pierre Passerin - Jean-Baptiste Galeux                                   |         | Sindaci | -    |
| 1663    |         | Mathieu Viettes - Louis Réan                                             |         | Sindaci | -    |
| 1664    | 1665    | Cyprien Pascal - Nicolas Revel                                           |         | Sindaci | -    |
| 1666    | 1667    | Grat Meilleur - Philibert-Amé Arnod                                      |         | Sindaci | -    |
| 1668    | 1669    | Jean-Balthasard La Crête - Francois-Jérôme Francon                       |         | Sindaci | -    |
| 1670    | 1671    | Jean-Gaspard Bolossier - Pierre Viérin                                   |         | Sindaci | -    |
| 1672    |         | Antoine Petitjacques - Pantaléon des Chenaux                             |         | Sindaci | -    |
| 1673    | 1675    | Germain Jourdan - Jean-Pierre Buillet                                    |         | Sindaci | -    |
| 1676    | 1677    | Jean-Michel Passerin - Jean-Louis Passerin                               |         | Sindaci | -    |
| 1678    |         | Germain Diémoz - Jean-Joseph Lyboz                                       |         | Sindaci | -    |
| 1679    | 1681    | Jean-Claude Pascal - Claude-Anselme Dunoyer                              |         | Sindaci | -    |
| 1682    |         | Jean-Pantaléon Valettaz - Martin Gonraz                                  |         | Sindaci | -    |
| 1683    |         | Érasme-Nicolas Viettes - Martin Gonraz                                   |         | Sindaci | -    |
| 1684    | 1686    | Jean-Baptiste Figerod - Aymé Hugonin                                     |         | Sindaci | -    |
| 1687    |         | Jean Bus - Humbert Peclet - Pierre Viérin                                |         | Sindaci | -    |
| 1688    |         | Jean Bus - Pierre Viérin                                                 |         | Sindaci | -    |
| 1689    |         | Jean Bus - Pantaléon Noir                                                |         | Sindaci | -    |
| 1690    |         | François Gogioz - Pantaléon Noir                                         |         | Sindaci | -    |
| 1691    |         | Jean-André Curard - Jean-Pantaléon Noir                                  |         | Sindaci | -    |
| 1692    |         | Jean-Antoine Millet - Jean-Rhémy Tillier                                 |         | Sindaci | -    |
| 1693    | 1694    | Jean-Antoine Michelet - Jean-Rhémy Tillier                               |         | Sindaci | -    |
| 1695    |         | Jean-Jacques Ducloz - Jean Porliod                                       |         | Sindaci | -    |
| 1696    | 1698    | Jean-Antoine Blanc - Jean-Georges Pépelin                                |         | Sindaci | -    |
| 1699    |         | Barthélemy Ubertin - Jean-Antoine Perlaz                                 |         | Sindaci | -    |
| 1700    |         | Barthélemy Ubertin - Jean-Louis Perinod - Jean-Antoine Perlaz            |         | Sindaci | -    |
| 1701    |         | Jean-Louis Périnod - Jean-Antoine Perlaz                                 |         | Sindaci | -    |
| 1702    |         | Jean-Christophe Bertaz - Jean-Baptiste Vercellin                         |         | Sindaci | -    |
| 1703    |         | Jacques Bioley - Jean-Baptiste Vercellin                                 |         | Sindaci | -    |
| 1704    |         | Jean-André Milet- Jean-François Droz                                     |         | Sindaci | -    |
| 1705    | 1706    | Jean-Pantaléon Vivier - Jean-François Droz                               |         | Sindaci | -    |
| 1707    |         | Jean-Pierre Empereur - Jean-Dominique Biancoz                            |         | Sindaci | -    |
| 1708    |         | Jean-Joconde Rotaz - Jean-Dominique Biancoz                              |         | Sindaci | -    |
| 1709    |         | Pierre-Joseph Droz - Charles-Emmanuel Rovéyaz                            |         | Sindaci | -    |
| 1710    |         | Nicolas Bufloz - Charles-Emmanuel Rovéyaz                                |         | Sindaci | -    |
| 1711    |         | Jean-Pierre Burgay - Charles-Emmanuel Rovéyaz                            |         | Sindaci | -    |
| 1712    | 1713    | François-Joseph Passerin - François-Antoine Passerin d'Entrèves          |         | Sindaci | -    |
| 1714    |         | François-Joseph Passerin - Claude-Anselme Dunoyer                        |         | Sindaci | -    |
| 1715    |         | Hiacinte Milloz - Jean-Joseph Zaganaz                                    |         | Sindaci | -    |
| 1716    | 1718    | Jean-Maurice Gérard - Philippe Réan                                      |         | Sindaci | -    |
| 1719    |         | Jacques Ubertin - André Dartaz                                           |         | Sindaci | -    |
| 1720    |         | Octave Cossard - Michel-Joseph Derriard                                  |         | Sindaci | -    |
| 1721    | 1722    | Blaise-Joseph Festaz                                                     |         | Sindaco | -    |
| 1723    | 1724    | Jean-Grat Usel - Jean-Barthélemy Varisel                                 |         | Sindaci | -    |
| 1725    |         | Jean-Jacques Squinabol - Jean-Barthélemy Varisel                         |         | Sindaci | -    |
| 1726    | 1728    | Claude Blanc - Jean-Léonard Vevey                                        |         | Sindaci | -    |
| 1729    | 1731    | Jean-André Carrel - Guillaume Tillier                                    |         | Sindaci | -    |
| 1732    |         | Pierre Savin - Jean-Jacques Bioley                                       |         | Sindaci | -    |
| 1733    |         | Jean-Antoine Gippaz - Étienne Varisel                                    |         | Sindaci | -    |
| 1734    | 1735    | Léonard Favre - Blaise-Hiacinte Derriard                                 |         | Sindaci | -    |
| 1736    |         | Jean-Jacques Thédy- Marc-Antoine Ducrue - Blaise-Hiacinte Derriard       |         | Sindaci | -    |
| 1737    |         | Nicolas-Pierre Pussod - Jean-Pantaléon Perret                            |         | Sindaci | -    |
| 1738    |         | Grat-Joseph Figerod - Jean-Pantaléon Perret                              |         | Sindaci | -    |
| 1739    |         | Jean-Pierre Favre - Jean-Pantaléon Perret                                |         | Sindaci | -    |
| 1740    | 1741    | Jean-Pierre Favre - Léonard Ansermin                                     |         | Sindaci | -    |
| 1742    |         | Jean-François Derriard - Léonard Ansermin                                |         | Sindaci | -    |
| 1743    |         | Joseph-Nicolas Freydoz - Jean-Louis de Tillier                           |         | Sindaci | -    |
| 1744    | 1745    | Jean-Baptiste Davite - Jean-Baptiste Réan                                |         | Sindaci | -    |
| 1746    | 1748    | François-Léonard Millet - Jean-François Diernat                          |         | Sindaci | -    |
| 1749    | 1751    | Albert Bus-Droz                                                          |         | Sindaci | -    |
| 1752    | 1753    | Jean-Pierre Bois - André Grivon                                          |         | Sindaci | -    |
| 1754    |         | Jean-Pierre Bois - Blaise-Maurice Tercinod                               |         | Sindaci | -    |
| 1755    |         | Maxime Pascaz - Blaise-Maurice Tercinod                                  |         | Sindaci | -    |
| 1756    |         | Louis-César Forré - Blaise-Maurice Tercinod                              |         | Sindaci | -    |
| 1757    | 1758    | Louis-César Forré - Mathieu Vacher                                       |         | Sindaci | -    |
| 1759    |         | Antoine-Sulpice Savin - Mathieu Vacher                                   |         | Sindaci | -    |
| 1760    | 1761    | Antoine-Sulpice Savin - Elzéard Arnod                                    |         | Sindaci | -    |
| 1762    |         | Elzéard Passerin - Elzéard Arnod                                         |         | Sindaci | -    |
| 1763    | 1764    | Elzéard Passerin - Jean-Baptiste Jans                                    |         | Sindaci | -    |
| 1765    |         | Louis Sariod de la Tour de Bard - Jean-Baptiste Jans                     |         | Sindaci | -    |
| 1766    | 1767    | Louis Sariod de la Tour de Bard - Jean-François Passerin d'Entrèves      |         | Sindaci | -    |
| 1768    |         | Joseph Contoz - Jean-Jacques Charles                                     |         | Sindaci | -    |
| 1769    | 1770    | Joseph Savoye - Jean-Jacques Charles                                     |         | Sindaci | -    |
| 1771    | 1773    | Jean-Joseph de Nicolas - Jean-Jacques Rolland                            |         | Sindaci | -    |
| 1774    |         | Claude-Michel Barillier - Guillaume Champion                             |         | Sindaci | -    |
| 1775    |         | Grat-Joseph Cocoz - Guillaume Champion                                   |         | Sindaci | -    |
| 1776    |         | Pierre-Joseph Ansermin - Guillaume Champion                              |         | Sindaci | -    |
| 1777    |         | François-Louis Sariod de la Tour de Bard - Jérôme Dhesia Ducretton       |         | Sindaci | -    |
| 1778    |         | Conte di Bard - Grivon                                                   |         | Sindaci | -    |
| 1779    |         | Pierre-Joseph Ansermin - Jean-Jacques Charles                            |         | Sindaci | -    |
| 1780    |         | Conte di Bard - Arbaney                                                  |         | Sindaci | -    |
| 1781    |         | Joseph Savoye - Guillaume Champion                                       |         | Sindaci | -    |
| 1782    | 1783    | D'Avise - Rebogliatti                                                    |         | Sindaci | -    |
| 1784    |         | Passerin D'Escalier - Francois Gay                                       |         | Sindaci | -    |
| 1785    |         | Conte di Bard - Pierre-Antoine Pesse                                     |         | Sindaci | -    |
| 1786    |         | Conte di Bard - Maurice Revillod                                         |         | Sindaci | -    |
| 1787    |         | Pierre-Joseph Ansermin - Étienne-Joseph Rotaz                            |         | Sindaci | -    |
| 1788    |         | Jean-Baptiste Jans - Jean-Joseph Troc                                    |         | Sindaci | -    |
| 1789    |         | Jacques Rolland - Joseph Savoye                                          |         | Sindaci | -    |
| 1790    |         | Barone di Charvensod - Guillaume Champion                                |         | Sindaci | -    |
| 1791    |         | Jean-Léger Bianquin - Tillier                                            |         | Sindaci | -    |
| 1792    |         | Bianco - Maurice Revillod                                                |         | Sindaci | -    |
| 1793    |         | Pierre-Joseph Ansermin - Jean-Laurent Tercinod                           |         | Sindaci | -    |
| 1794    |         | Jacques Rolland - Ruffier                                                |         | Sindaci | -    |
| 1795    |         | Jean-Baptste Jans - Laurent Jean                                         |         | Sindaci | -    |
| 1796    |         | Gerbore - Maureice Revillod                                              |         | Sindaci | -    |
| 1797    |         | Barone di Charvensod - Jean-Laurent Tercinod                             |         | Sindaci | -    |
| 1798    |         | Cantaz - Jean-Baltasar Droz                                              |         | Sindaci | -    |

Tra il 1799 e il 1802 vi è la restaurazione del Conseil des Commis
| Periodo | Periodo | Primo cittadino                                         | Partito | Carica  | Note |
| ------- | ------- | ------------------------------------------------------- | ------- | ------- | ---- |
| 1802    | 1807    | Maurice Revillod                                        |         | Sindaco | -    |
| 1808    |         | Cerise - Jean-Baptiste Réan                             |         | Sindaci | -    |
| 1809    | 1810    | Jean-Baptiste Réan                                      |         | Sindaco | -    |
| 1811    | 1812    | Cerise                                                  |         | Sindaco | -    |
| 1813    |         | Maurice Revillod                                        |         | Sindaco | -    |
| 1814    |         | Louis-Antoine Sariod de la Tour - Jean-Laurent Tercinod |         | Sindaci | -    |
| 1815    |         | Louis-Antoine Sariod de la Tour - Conte di Brissogne    |         | Sindaci | -    |
| 1816    |         | Conte di Brissogne - Cognein                            |         | Sindaci | -    |
| 1817    |         | Jean-Laurent Rebogliatti - Barrillier                   |         | Sindaci | -    |
| 1818    |         | Claude-François Regis - Pierre-Antoine Pesse            |         | Sindaci | -    |
| 1819    |         | Conte di Brissogne - Droz                               |         | Sindaci | -    |
| 1820    |         | Alby - Pignet                                           |         | Sindaci | -    |
| 1821    |         | Louis De La Tour - Jérôme Savin                         |         | Sindaci | -    |
| 1822    |         | Jean-Baptiste Réan - Thomas Villot                      |         | Sindaci | -    |
| 1823    |         | Claude-François Regis - Barmettes                       |         | Sindaci | -    |
| 1824    |         | Jean-Léger Tercinod - Léandre Galeazzo                  |         | Sindaci | -    |
| 1825    |         | Vassal - Pierre-Antoine Pesse                           |         | Sindaci | -    |
| 1826    |         | Empereur - Jérôme Savin                                 |         | Sindaci | -    |
| 1827    |         | De La Pierre - Laurent Derriard                         |         | Sindaci | -    |
| 1828    |         | Louis De La Tour - Fraucey                              |         | Sindaci | -    |
| 1829    |         | Chevalier - Pierre-Antoine Pesse                        |         | Sindaci | -    |
| 1830    |         | Joseph-Octave Donnet - Joseph Gerbore                   |         | Sindaci | -    |
| 1831    |         | Augustin Vagneur - Maurice Tercinod                     |         | Sindaci | -    |
| 1832    |         | Defey - Barmettes                                       |         | Sindaci | -    |
| 1833    |         | Boggioz - Léandre Galeazzo                              |         | Sindaci | -    |
| 1834    |         | Louis De La Tour - Augustin Derriard                    |         | Sindaci | -    |
| 1835    |         | Augustin Vagneur - Jean-Joseph Pesse                    |         | Sindaci | -    |
| 1836    | 1837    | Jean-Octave Donnet - Maurice Tercinod                   |         | Sindaci | -    |
| 1838    | 1839    | Emmanuel Bich - Laurent Argentier                       |         | Sindaci | -    |
| 1840    | 1841    | Emmanuel Bich                                           |         | Sindaco | -    |
| 1842    | 1844    | Octave-Joseph Donnet                                    |         | Sindaco | -    |
| 1845    | 1846    | Emmanuel Bich                                           |         | Sindaco | -    |
| 1847    | 1848    | Maurice Tercinod                                        |         | Sindaco | -    |
| 1849    |         | Ambroise Vallier                                        |         | Sindaco | -    |
| 1850    | 1851    | Laurent Carlon                                          |         | Sindaco | -    |
| 1852    | 1860    | Bruno Favre                                             |         | Sindaco | -    |

## Regno d'Italia (1861-1946)
| Periodo | Periodo | Primo cittadino            | Partito | Carica                  | Note |
| ------- | ------- | -------------------------- | ------- | ----------------------- | ---- |
| 1861    | 1863    | Bruno Favre                |         | Sindaco                 | -    |
| 1864    | 1867    | Rémy Chevalier             |         | Sindaco                 | -    |
| 1868    |         |                            |         | interregno              | -    |
| 1869    | 1872    | Joseph Dalbard             |         | Sindaco                 | -    |
| 1873    |         |                            |         | interregno              | -    |
| 1874    |         | Victor Rosset              |         | Sindaco                 | -    |
| 1875    | 1876    | Laurent Carlon             |         | Sindaco                 | -    |
| 1877    | 1880    | Jules Martinet             |         | Sindaco                 | -    |
| 1881    | 1882    | Vincent Berguet            |         | Sindaco                 | -    |
| 1883    |         |                            |         | Interregno              | -    |
| 1884    | 1885    | Vincent Berguet            |         | Sindaco                 | -    |
| 1888    | 1894    | Édouard Erba               |         | Sindaco                 | -    |
| 1896    | 1903    | César Chabloz              |         | Sindaco                 | -    |
| 1903    |         | François Pignet            |         | Sindaco                 | -    |
| 1903    |         | Alessandro Pinelli         |         | Commissario Prefettizio | -    |
| 1903    | 1914    | Julien Charrey             |         | Sindaco                 | -    |
| 1914    | 1917    | Désiré Norat               |         | Sindaco                 | -    |
| 1917    | 1919    | Jean-Joconde Stévenin      |         | Sindaco                 | -    |
| 1919    | 1923    | Jean Farinet               |         | Sindaco                 | -    |
| 1923    |         | Alfredo Bonomo di Castania |         | Commissario prefettizio | -    |
| 1923    | 1926    | Mario Trinchero            |         | Commissario prefettizio | -    |
| 1926    | 1926    | Cesare De Antonio          |         | Commissario prefettizio | -    |
| 1926    | 1928    | Giuseppe Cajo              | PNF     | Podestà                 | -    |
| 1928    | 1933    | Giuseppe Fusinaz           | PNF     | Podestà                 | -    |
| 1933    | 1939    | Giulio Ettore Marcoz       | PNF     | Podestà                 | -    |
| 1939    | 1943    | Luigi Ramallini            | PNF     | Podestà                 | -    |
| 1943    | 1944    | Arnaldo Sertoli            | PFR     | Podestà                 | -    |
| 1945    | 1946    | Carlo Torrione             | PLI     | Sindaco                 | -    |

## Repubblica Italiana (dal 1946)
| Sindaci eletti dal Consiglio comunale (1946-1995)    | Sindaci eletti dal Consiglio comunale (1946-1995) | Sindaci eletti dal Consiglio comunale (1946-1995) | Sindaci eletti dal Consiglio comunale (1946-1995) | Sindaci eletti dal Consiglio comunale (1946-1995) | Sindaci eletti dal Consiglio comunale (1946-1995) | Sindaci eletti dal Consiglio comunale (1946-1995) | Sindaci eletti dal Consiglio comunale (1946-1995) | Sindaci eletti dal Consiglio comunale (1946-1995) |
| Nominativo                                           | Nominativo                                        | Partito                                           | Partito                                           | Partito                                           | Partito                                           | Mandato                                           | Mandato                                           | Elezione                                          |
| Nominativo                                           | Nominativo                                        | Partito                                           | Partito                                           | Partito                                           | Partito                                           | Inizio                                            | Fine                                              | Elezione                                          |
| ---------------------------------------------------- | ------------------------------------------------- | ------------------------------------------------- | ------------------------------------------------- | ------------------------------------------------- | ------------------------------------------------- | ------------------------------------------------- | ------------------------------------------------- | ------------------------------------------------- |
|                                                      | Fabiano Savioz                                    |                                                   | Partito Comunista Italiano                        | Partito Comunista Italiano                        | Partito Comunista Italiano                        | 1946                                              | 1952                                              | Elezione 1946                                     |
| 1952                                                 | Fabiano Savioz                                    | 1954                                              | Partito Comunista Italiano                        | Partito Comunista Italiano                        | Partito Comunista Italiano                        | Elezione 1952                                     |                                                   |                                                   |
|                                                      | Giulio Dolchi                                     |                                                   | Partito Comunista Italiano                        | Partito Comunista Italiano                        | Partito Comunista Italiano                        | Elezione 1952                                     | 1954                                              | 1956                                              |
| 1956                                                 | Giulio Dolchi                                     | 1961                                              | Partito Comunista Italiano                        | Partito Comunista Italiano                        | Partito Comunista Italiano                        | Elezione 1956                                     |                                                   |                                                   |
| 1961                                                 | Giulio Dolchi                                     | 1965                                              | Partito Comunista Italiano                        | Partito Comunista Italiano                        | Partito Comunista Italiano                        | Elezione 1961                                     |                                                   |                                                   |
| 1964                                                 | Giulio Dolchi                                     | 1966                                              | Partito Comunista Italiano                        | Partito Comunista Italiano                        | Partito Comunista Italiano                        | Elezione 1965                                     |                                                   |                                                   |
|                                                      | Giorgio Chanu                                     |                                                   | Democrazia Cristiana                              | Democrazia Cristiana                              | Democrazia Cristiana                              | Elezione 1965                                     | 1966                                              | 1970                                              |
|                                                      | Giovanni Bondaz                                   |                                                   | Democrazia Cristiana                              | Democrazia Cristiana                              | Democrazia Cristiana                              | Elezione 1965                                     | 1970                                              | 1970                                              |
|                                                      | Oreste Marcoz                                     |                                                   | Union Valdôtaine                                  | Union Valdôtaine                                  | Union Valdôtaine                                  | 1970                                              | 1971                                              | Elezione 1970                                     |
|                                                      | Roberto De Vecchi                                 |                                                   | Democratici Popolari                              | Democratici Popolari                              | Democratici Popolari                              | 1972                                              | 1975                                              | Elezione 1970                                     |
|                                                      | Gianni Torrione                                   |                                                   | Partito Socialista Italiano                       | Partito Socialista Italiano                       | Partito Socialista Italiano                       | 1975                                              | 1975                                              | Elezione 1975                                     |
|                                                      | Oddone Bongiovanni                                |                                                   | Partito Comunista Italiano                        | Partito Comunista Italiano                        | Partito Comunista Italiano                        | 1975                                              | 1978                                              | Elezione 1975                                     |
|                                                      | Edoardo Bich                                      |                                                   | Partito Socialista Italiano                       | Partito Socialista Italiano                       | Partito Socialista Italiano                       | 1978                                              | 1980                                              | Elezione 1975                                     |
| 1980                                                 | Edoardo Bich                                      | 1985                                              | Partito Socialista Italiano                       | Partito Socialista Italiano                       | Partito Socialista Italiano                       | Elezione 1980                                     |                                                   |                                                   |
| 1985                                                 | Edoardo Bich                                      | 1988                                              | Partito Socialista Italiano                       | Partito Socialista Italiano                       | Partito Socialista Italiano                       | Elezione 1985                                     |                                                   |                                                   |
|                                                      | Francesco Allera Longo                            |                                                   | Partito Socialista Italiano                       | Partito Socialista Italiano                       | Partito Socialista Italiano                       | Elezione 1985                                     | 6 settembre 1988                                  | 4 luglio 1989                                     |
|                                                      | Leonardo La Torre                                 |                                                   | Partito Socialista Italiano                       | Partito Socialista Italiano                       | Partito Socialista Italiano                       | Elezione 1985                                     | 5 luglio 1989                                     | 1990                                              |
| 1990                                                 | Leonardo La Torre                                 | 4 giugno 1992                                     | Partito Socialista Italiano                       | Partito Socialista Italiano                       | Partito Socialista Italiano                       | Elezione 1990                                     |                                                   |                                                   |
|                                                      | Giulio Fiou                                       |                                                   | Partito Democratico della Sinistra                | Partito Democratico della Sinistra                | Partito Democratico della Sinistra                | Elezione 1990                                     | 23 giugno 1992                                    | 29 maggio 1995                                    |
| Sindaci eletti direttamente dai cittadini (dal 1995) |                                                   |                                                   |                                                   |                                                   |                                                   |                                                   |                                                   |                                                   |
| Nominativo                                           | Nominativo                                        | Partito                                           | Partito                                           | Coalizione                                        | Coalizione                                        | Mandato                                           | Mandato                                           | Elezione                                          |
| Nominativo                                           | Nominativo                                        | Partito                                           | Partito                                           | Coalizione                                        | Coalizione                                        | Inizio                                            | Fine                                              | Elezione                                          |
|                                                      | Pier Luigi Thiébat                                |                                                   | Union Valdôtaine                                  |                                                   | UV-PDS-FA                                         | 29 maggio 1995                                    | 8 maggio 2000                                     | Elezione 1995                                     |
|                                                      | Guido Grimod                                      |                                                   | Union Valdôtaine                                  |                                                   | UV-SA-DS                                          | 8 maggio 2000                                     | 7 maggio 2005                                     | Elezione 2000                                     |
|                                                      | Guido Grimod                                      | UV-DS-SA-FA                                       | Union Valdôtaine                                  | 7 maggio 2005                                     | 24 maggio 2010                                    | Elezione 2005                                     |                                                   |                                                   |
|                                                      | Bruno Giordano                                    |                                                   | Union Valdôtaine                                  |                                                   | UV-SA-PdL-FA-LN                                   | 24 maggio 2010                                    | 11 maggio 2015                                    | Elezione 2010                                     |
|                                                      | Fulvio Centoz                                     |                                                   | Partito Democratico                               |                                                   | UV-SA-PD-L. civiche                               | 11 maggio 2015                                    | 6 ottobre 2020                                    | Elezione 2015                                     |
|                                                      | Gianni Nuti                                       |                                                   | Indipendente                                      |                                                   | PD-EV-UV-AV-L. civiche                            | 6 ottobre 2020                                    | in carica                                         | Elezione 2020                                     |